# Dorothea Ackermann

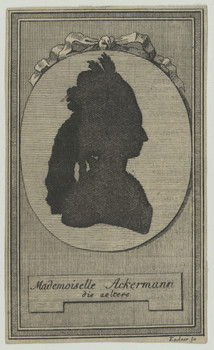
Dorothea Ackermann

Caroline Dorothea Elisabeth Ackermann (* 12. Februar 1752 in Danzig; † 26. Oktober 1821 in Hamburg) war eine deutsche Schauspielerin.

## Leben und Wirken
Dorothea Ackermann war die Tochter von Konrad Ernst Ackermann und Sophie Charlotte Ackermann. Sie hatte eine Schwester, Charlotte Ackermann, und einen Stiefbruder namens Friedrich Ludwig Schröder. Wie ihre Eltern und ihre Geschwister ergriff sie den Beruf der Schauspielerin. Bereits im Kindesalter trat sie in Danzig auf und feierte ihre größten Erfolge gemeinsam mit ihrer Schwester, die früh verstarb, unter der Leitung ihres Stiefbruders in Hamburg. Ihre aktivste Zeit hatte sie von 1769 bis 1778. Neben der Tätigkeit als Schauspielerin sang und tanzte Ackermann, die als äußerst fleißig und diszipliniert galt. Insbesondere die Rolle der Ophelia aus Hamlet wurde besonders gewürdigt. Zudem spielte sie die Titelrolle der Stella. Ihr Stiefbruder bezeichnete Dorothea Ackermann als „erste Schauspielerin Deutschlands“.
1778 heiratete Dorothea Ackermann Johann Christoph Unzer, der als Arzt und Dichter in Altona tätig war. Anschließend trat sie nicht mehr auf. Da sie mit einem renommierten Arzt verheiratet und eine ehemals bedeutende Schauspielerin war, konnte sie am großbürgerlichen städtischen Leben teilnehmen. Die Ehe mit Johann Christoph Unzer endete 1796 mit einem unschönen Scheidungsprozess. Ihr Stiefbruder erwarb und vernichtete alle Prozessakten, die Unzer hatte anfertigen lassen. Von 1797 bis zu ihrem Tod lebte Dorothea Ackermann, die auch als „Doktorin Unzer“ bekannt war, bei ihrem Stiefbruder, dessen Landsitz sich in Rellingen befand.